# Giovanni Battista Castrucci
Giovanni Battista Castrucci (ur. w 1541 w Lukce, zm. 18 sierpnia 1595 w San Giuliano Terme) – włoski kardynał.

## Życiorys
Urodził się w 1541 roku w Lukce, jako syn Vincenza Castrucciego i Angeli Gigli. Studiował na Uniwersytecie Padewskim, gdzie uzyskał doktorat utroque iure. Był senatorem z rodzinnego miasta, a po wstąpieniu do stanu duchownego został kanonikiem bazyliki watykańskiej. 21 października 1585 roku został wybrany arcybiskupem Chieti, a 3 listopada przyjął sakrę. Nigdy nie odwiedził swojej diecezji, zarządzając nią poprzez wikariuszów apostolskich. 18 grudnia 1585 roku został kreowany kardynałem prezbiterem i otrzymał kościół tytularny Santa Maria in Ara Coeli. W tym samym roku został prefektem Trybunału Sygnatury Sprawiedliwości. Około 1591 roku zrezygnował z zarządzania archidiecezją. Zmał 18 sierpnia 1595 roku w San Giuliano Terme.